# Șușkivka, Lîseanka
Șușkivka (în ucraineană Шушківка) este un sat în comuna Ceaplînka din raionul Lîseanka, regiunea Cerkasî, Ucraina.

## Demografie
Componența lingvistică a localității Șușkivka
     Ucraineană (97,14%)
     Rusă (2,86%)
Conform recensământului din 2001, majoritatea populației localității Șușkivka era vorbitoare de ucraineană (97,14%), existând în minoritate și vorbitori de rusă (2,86%).